# Classe Hatakaze
La classe Hatakaze della Forza marittima di autodifesa giapponese è costituita da due cacciatorpediniere lanciamissili.
Queste unità sono state costruite dal 1983 al 1988 dal gruppo Mitsubishi Heavy Industries. La prima unità della classe è entrata in servizio nel 1986 ed è stata radiata nel 2025.

## Progetto e sviluppo
Il programma 56DDG, che portò alla realizzazione degli Hatakaze, fu avviato nel 1981 per sviluppare una serie di cacciatorpediniere missilistici da affiancare alle equivalenti unità della precedente classe Tachikaze, ma introducendo quei miglioramenti tecnologici che erano ormai disponibili, come la propulsione con turbine a gas.
Il design di queste navi anticipa quello delle successive Asagiri, ed è caratterizzato da un castello di prua lungo con ponte superiore completo.

## Caratteristiche
Gli Hatakaze sono lunghi 150 metri e larghi 16,4 metri, con un dislocamento standard di 4.600 tonnellate, che raggiunge le 5.900 tonnellate a pieno carico. Rispetto ai precedenti Tachikaze sono più larghi di circa 2 metri, e ciò per consentire l'alloggiamento delle quattro turbine a gas che occupano molto più spazio. Il sistema propulsivo è infatti del tipo COGAG (COmbined Gas turbine And Gas turbine), e utilizza due Rolls-Royce Spey SM-1A da 13.500 hp ciascuna, accoppiate ad altre due Rolls-Royce Olympus TM3B da 22.500 hp ciascuna, per una potenza totale complessiva di 70.000 hp.

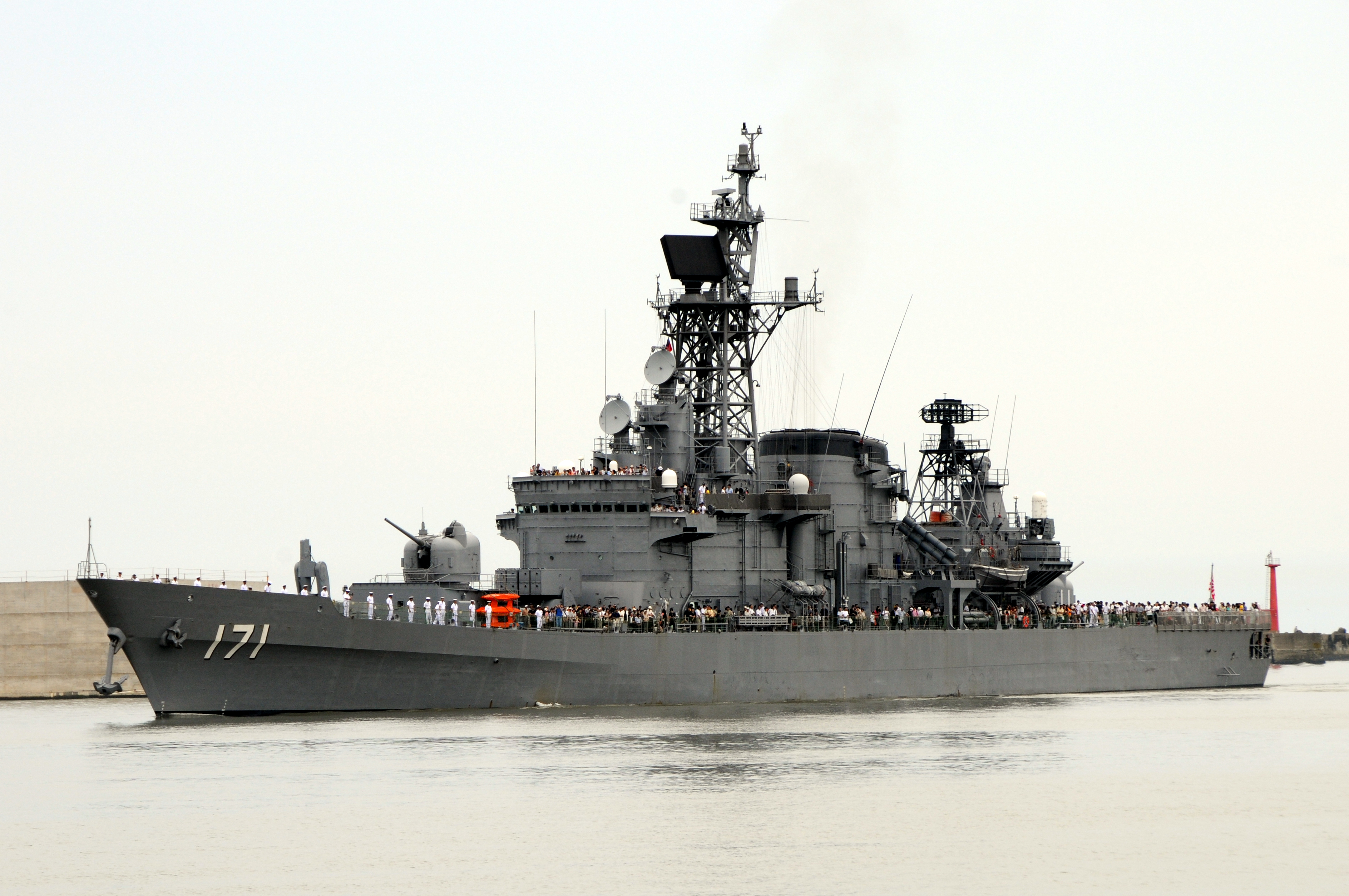
Gli Hatakaze sono molto più grandi degli altri cacciatorpediniere giapponesi che li hanno preceduti.

La velocità massima raggiungibile è di 30 nodi. L'autonomia è di 6.000 migliaia nautiche (equivalenti a circa 11.100 chilometri), alla velocità di crociera di 20 nodi. L'equipaggio è composto da 260 persone.

## Dotazione elettronica
Le navi montano un radar di scoperta aerea Mitsubishi Electric OPS-11C in banda B (UHF), con una portata massima di 350-450 km, coadiuvato da un radar di scoperta aerea e tracciamento AN/SPS-52C, che fornisce il supporto per la guida dei missili SM-1.

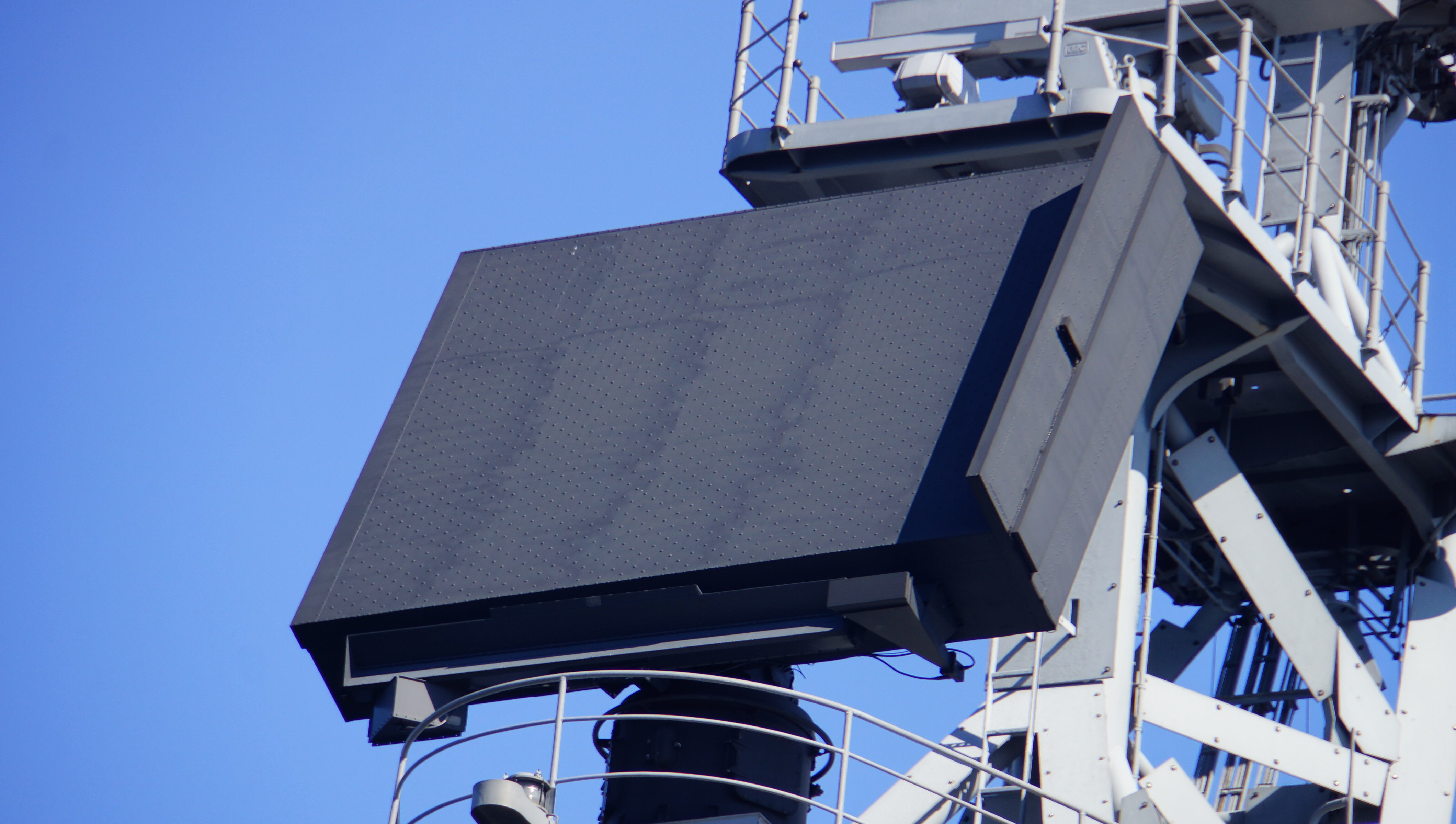
Il radar per la scoperta aerea e il tracciamento AN/SPS-52C.

Inoltre è installato un radar di superficie Japan Radio Company (JRC) OPS-28B in banda C.
Il sistema di elaborazione delle informazioni tattiche (Tactical Control System) è un OYQ-4-1, e il sistema di controllo del tiro è un FCS-2-21.
Il sonar a scafo è un OQS-4A, dotato di funzionalità attiva e passiva.

## Armamento
L'artglieria principale è rappresentata da due cannoni Mk. 42 da 127/54 mm posti a prua e a poppa. Davanti al cannone a prua è collocato anche il lanciatore a rampa singola Mk. 13 Mod. 4 per i missili antiaerei Standard SM-1MR.

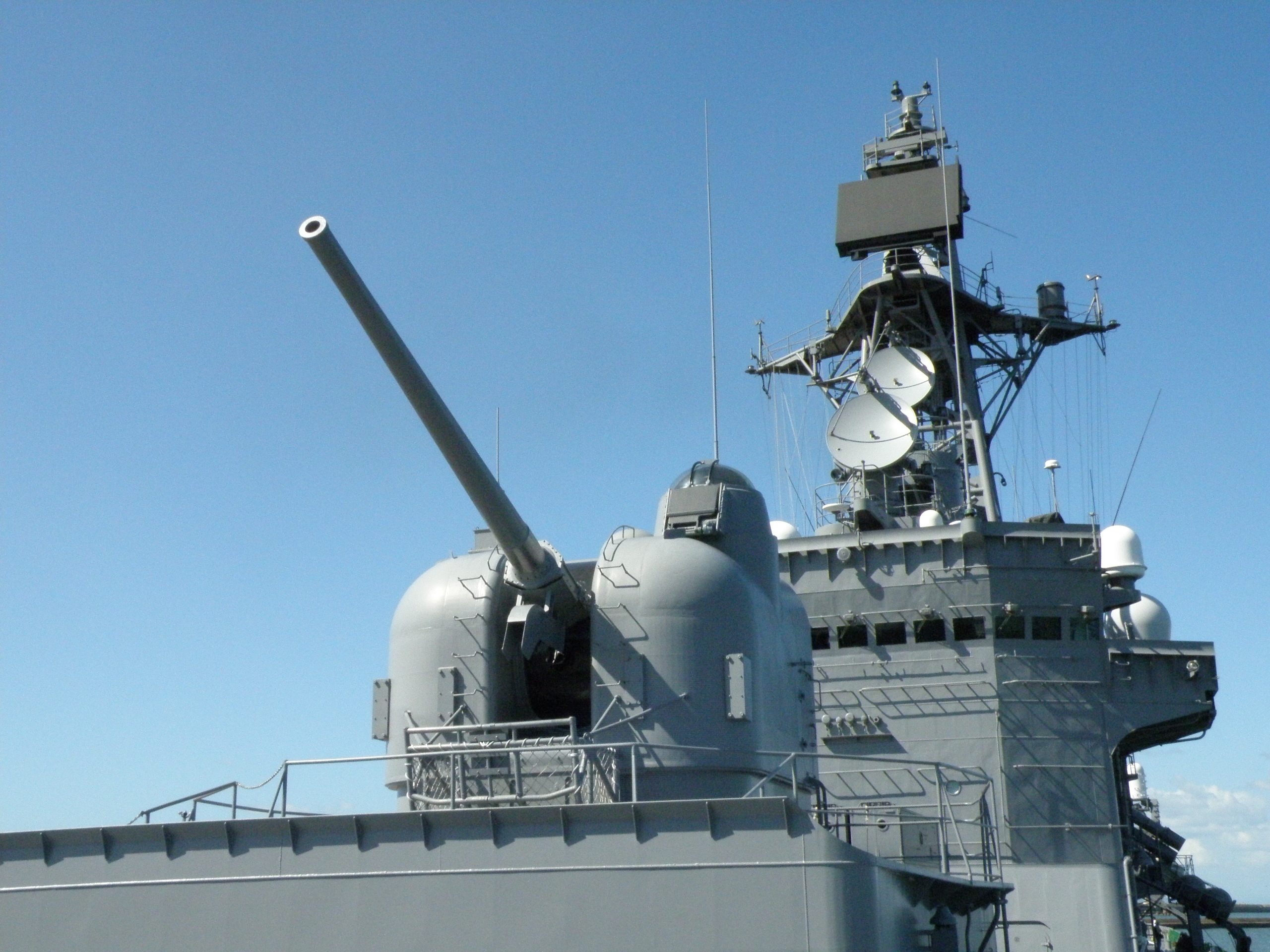
Il cannone Mk. 42 da 127 mm del cacciatorpediniere Hatakaze (DDG-171).

Contro le minacce di superficie sono disponibili due lanciatori quadrupli per missili antinave RGM-84 Harpoon, mentre per la guerra sottomarina possono essere impiegati 8 missili antisom RUR-5 ASROC, oppure 2 lanciasiluri tripli Type 68 per siluri da 324 mm.

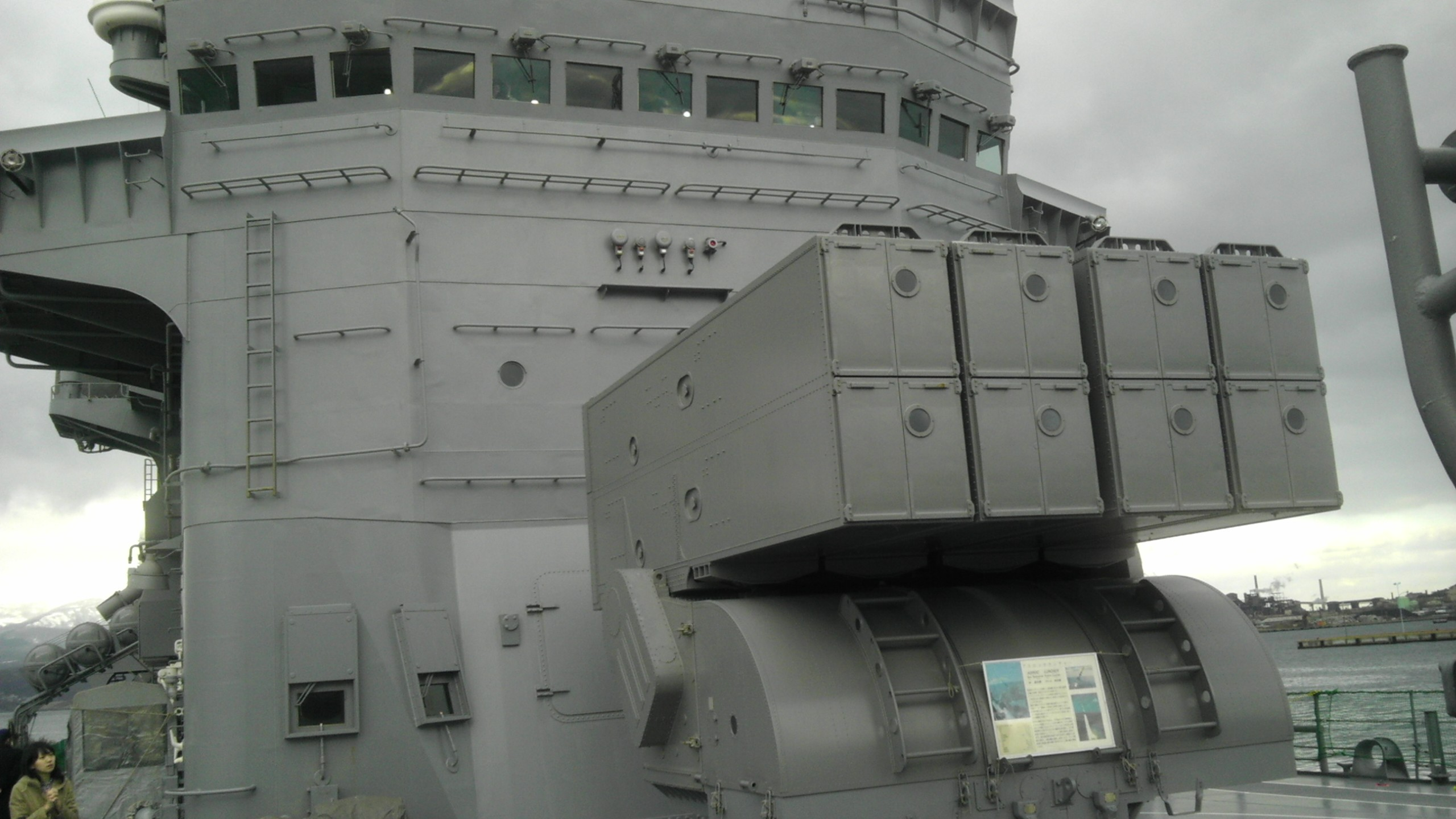
Il lanciatore dei missili antisom RUR-5 ASROC montato a prua dello Shimakaze (DDG-172).

La difesa antiaerea di punto è costituita da 2 sistemi CIWS con cannoni Vulcan Phalanx da 20 mm.